# Marvin Vallecilla
Marvin Vallecilla (Puerto Tejada, Cauca, Colombia; 24 de junio de 1991) es un futbolista colombiano. Juega como defensa o centrocampista y actualmente juega para el Moca FC de la Liga Dominicana de Fútbol.

## Clubes
| Club                      | País       | Año             |
| ------------------------- | ---------- | --------------- |
| Sucre F. C.               | Colombia   | 2011            |
| Deportivo Pereira         | Colombia   | 2012 - 2014     |
| Deportivo Pasto           | Colombia   | 2015            |
| Boyacá Chicó              | Colombia   | 2016            |
| Atlético Huila            | Colombia   | 2017            |
| Universidad de Costa Rica | Costa Rica | 2018            |
| Atlético Bucaramanga      | Colombia   | 2018 - 2019     |
| Deportivo Pasto           | Colombia   | 2020 - 2021     |
| Atlético Huila            | Colombia   | 2022 - presente |